# كلو لانيير
كلو لانيير (بالإنجليزية: Chloe Lanier)‏ هي ممثلة أمريكية، ولدت في 3 نوفمبر 1992 في دالاس في الولايات المتحدة.

## وصلات خارجية
- كلو لانيير على موقع IMDb (الإنجليزية)
- كلو لانيير على موقع قاعدة بيانات الفيلم (الإنجليزية)